# 김경일 (1980년)
김경일(1980년 8월 30일 ~ )은 대한민국의 축구 선수이며, 포지션은 미드필더이다.